# Lee Anthony Piché
Lee Anthony Piché, né le 8 mai 1958, est un évêque américain. Le 27 mai 2009, il est nommé évêque auxiliaire de Saint-Paul et Minneapolis et évêque titulaire de Tamata (de). Le 15 juin 2015, le pape François accepte sa démission.